# مرحله لیگ جام لیگ‌ها ۲۰۲۵
قرار است مرحله لیگ جام لیگ‌ها ۲۰۲۵ از ۲۹ ژوئیه آغاز شود و در ۷ اوت پایان برسد. در مجموع ۳۶ تیم در مرحله لیگ برای تعیین ۸ تیم راه یافته به مرحله حذفی جام لیگ‌ها ۲۰۲۵ رقابت خواهند کرد. برنامه مرحله لیگ در ۱۱ فوریه اعلام شد.

## جدول مرحله لیگ

### لیگا ام‌اکس
| رتبه | باشگاه           | ب | پ | پ‌پ | ش‌پ | ش | گ‌ز | گ‌خ | ت‌گ | امتیاز | صلاحیت             |
| ---- | ---------------- | - | - | -- | -- | - | -- | -- | -- | ------ | ------------------ |
| ۱    | تولوکا           | ۳ | ۲ | ۱  | ۰  | ۰ | ۶  | ۴  | ۲+ | ۸      | صعود به مرحله حذفی |
| ۲    | پاچوکا           | ۳ | ۲ | ۰  | ۱  | ۰ | ۶  | ۴  | ۲+ | ۷      | صعود به مرحله حذفی |
| ۳    | اونال            | ۳ | ۲ | ۰  | ۰  | ۱ | ۷  | ۴  | ۳+ | ۶      | صعود به مرحله حذفی |
| ۴    | پوئبلا           | ۳ | ۲ | ۰  | ۰  | ۱ | ۶  | ۴  | ۲+ | ۶      | صعود به مرحله حذفی |
| ۵    | خوارز            | ۳ | ۱ | ۱  | ۱  | ۰ | ۷  | ۴  | ۳+ | ۶      |                    |
| ۶    | گوادالاخارا      | ۳ | ۱ | ۱  | ۰  | ۱ | ۴  | ۴  | ۰  | ۵      |                    |
| ۷    | مزاتلان          | ۳ | ۱ | ۱  | ۰  | ۱ | ۳  | ۳  | ۰  | ۵      |                    |
| ۸    | اونام            | ۳ | ۱ | ۱  | ۰  | ۱ | ۵  | ۶  | ۱− | ۵      |                    |
| ۹    | اتلتیکو سن لوئیس | ۳ | ۱ | ۱  | ۰  | ۱ | ۴  | ۶  | ۲− | ۵      |                    |
| ۱۰   | آمریکا           | ۳ | ۰ | ۲  | ۱  | ۰ | ۶  | ۶  | ۰  | ۵      |                    |
| ۱۱   | نیکاکسا          | ۳ | ۱ | ۰  | ۱  | ۱ | ۶  | ۸  | ۲− | ۴      |                    |
| ۱۲   | کروز آزول        | ۳ | ۰ | ۲  | ۰  | ۱ | ۳  | ۱۰ | ۷− | ۴      |                    |
| ۱۳   | تیخوانا          | ۳ | ۱ | ۰  | ۰  | ۲ | ۵  | ۸  | ۳− | ۳      |                    |
| ۱۴   | مونتری           | ۳ | ۰ | ۱  | ۰  | ۲ | ۳  | ۶  | ۳− | ۲      |                    |
| ۱۵   | لئون             | ۳ | ۰ | ۰  | ۱  | ۲ | ۱  | ۴  | ۳− | ۱      |                    |
| ۱۶   | کرتارو           | ۳ | ۰ | ۰  | ۰  | ۳ | ۱  | ۶  | ۵− | ۰      |                    |
| ۱۷   | اطلس             | ۳ | ۰ | ۰  | ۰  | ۳ | ۳  | ۹  | ۶− | ۰      |                    |
| ۱۸   | سانتوس لاگونا    | ۳ | ۰ | ۰  | ۰  | ۳ | ۲  | ۸  | ۶− | ۰      |                    |

### لیگ برتر فوتبال
| رتبه | باشگاه           | ب | پ | پ‌پ | ش‌پ | ش | گ‌ز | گ‌خ | ت‌گ | امتیاز | صلاحیت             |
| ---- | ---------------- | - | - | -- | -- | - | -- | -- | -- | ------ | ------------------ |
| ۱    | سیاتل ساندرز     | ۳ | ۳ | ۰  | ۰  | ۰ | ۱۱ | ۲  | ۹+ | ۹      | صعود به مرحله حذفی |
| ۲    | اینتر میامی      | ۳ | ۲ | ۱  | ۰  | ۰ | ۷  | ۴  | ۳+ | ۸      | صعود به مرحله حذفی |
| ۳    | ال‌ای گلکسی       | ۳ | ۲ | ۰  | ۱  | ۰ | ۱۰ | ۳  | ۷+ | ۷      | صعود به مرحله حذفی |
| ۴    | اورلاندو سیتی    | ۳ | ۲ | ۰  | ۱  | ۰ | ۹  | ۳  | ۶+ | ۷      | صعود به مرحله حذفی |
| ۵    | پورتلند تیمبرز   | ۳ | ۲ | ۰  | ۱  | ۰ | ۶  | ۱  | ۵+ | ۷      |                    |
| ۶    | کلمبوس کرو       | ۳ | ۲ | ۰  | ۱  | ۰ | ۶  | ۳  | ۳+ | ۷      |                    |
| ۷    | رئال سالت لیک    | ۳ | ۱ | ۱  | ۱  | ۰ | ۵  | ۴  | ۱+ | ۶      |                    |
| ۸    | لس آنجلس         | ۳ | ۱ | ۱  | ۱  | ۰ | ۴  | ۳  | ۱+ | ۶      |                    |
| ۹    | نیویورک رد بولز  | ۳ | ۱ | ۱  | ۱  | ۰ | ۳  | ۲  | ۱+ | ۶      |                    |
| ۱۰   | مینه‌سوتا یونایتد | ۳ | ۱ | ۰  | ۱  | ۱ | ۷  | ۶  | ۱− | ۴      |                    |
| ۱۱   | سینسیناتی        | ۳ | ۱ | ۰  | ۱  | ۱ | ۶  | ۶  | ۰  | ۴      |                    |
| ۱۲   | کلرادو رپیدز     | ۳ | ۱ | ۰  | ۱  | ۱ | ۵  | ۵  | ۰  | ۴      |                    |
| ۱۳   | شارلوت           | ۳ | ۱ | ۰  | ۱  | ۱ | ۵  | ۶  | ۱− | ۴      |                    |
| ۱۴   | آتلانتا یونایتد  | ۳ | ۱ | ۰  | ۰  | ۲ | ۷  | ۷  | ۰  | ۳      |                    |
| ۱۵   | سن دیگو          | ۳ | ۱ | ۰  | ۰  | ۲ | ۵  | ۵  | ۰  | ۳      |                    |
| ۱۶   | نیویورک سیتی     | ۳ | ۱ | ۰  | ۰  | ۲ | ۳  | ۵  | ۲− | ۳      |                    |
| ۱۷   | مونترال          | ۳ | ۰ | ۱  | ۰  | ۲ | ۳  | ۵  | ۲− | ۲      |                    |
| ۱۸   | هیوستون دینامو   | ۳ | ۰ | ۰  | ۰  | ۳ | ۲  | ۸  | ۶− | ۰      |                    |

## خلاصه نتایج
این مسابقات در تاریخ‌های ۲۹ تا ۳۱ ژوئیه، ۱ تا ۳ اوت و ۵ تا ۷ اوت ۲۰۲۵ برگزار شد.
زمان‌ها به وقت شرق آمریکا (یوتی‌سی ۴:۰۰-) و طبق فهرست کونکاکاف هستند (در صورت متفاوت بودن، زمان‌های محلی در پرانتز ذکر شده‌اند).
| تیم ۱            | نتیجه         | تیم ۲            |
| ---------------- | ------------- | ---------------- |
| تولوکا           | ۲–۲ (۴–۲ پ)   | کلمبوس کرو       |
| اونال            | ۴–۱           | هیوستون دینامو   |
| لس آنجلس         | ۱–۱ (۱۰–۱۱ پ) | مزاتلان          |
| مونترال          | ۱–۱ (۷–۶ پ)   | لئون             |
| نیویورک سیتی     | ۰–۳           | پوئبلا           |
| پاچوکا           | ۳–۲           | سن دیگو          |
| نیکاکسا          | ۳–۱           | آتلانتا یونایتد  |
| اینتر میامی      | ۲–۱           | اطلس             |
| مینه‌سوتا یونایتد | ۴–۱           | کرتارو           |
| اونام            | ۱–۱ (۴–۳ پ)   | اورلاندو سیتی    |
| پورتلند تیمبرز   | ۴–۰           | اتلتیکو سن لوئیس |
| آمریکا           | ۲–۲ (۱–۳ پ)   | رئال سالت لیک    |
| مونتری           | ۲–۳           | سینسیناتی        |
| شارلوت           | ۱–۴           | خوارز            |
| کلرادو رپیدز     | ۲–۱           | سانتوس لاگونا    |
| ال‌ای گلکسی       | ۵–۲           | تیخوانا          |
| گوادالاخارا      | ۰–۱           | نیویورک رد بولز  |
| کروز آزول        | ۰–۷           | سیاتل ساندرز     |

| تیم ۱          | نتیجه       | تیم ۲            |
| -------------- | ----------- | ---------------- |
| کلمبوس کرو     | ۳–۱         | پوئبلا           |
| هیوستون دینامو | ۰–۲         | مزاتلان          |
| لس آنجلس       | ۱–۱ (۴–۲ پ) | پاچوکا           |
| تولوکا         | ۲–۱         | مونترال          |
| نیویورک سیتی   | ۲–۰         | لئون             |
| اونال          | ۲–۱         | سن دیگو          |
| اونام          | ۳–۲         | آتلانتا یونایتد  |
| اینتر میامی    | ۲–۲ (۵–۴ پ) | نیکاکسا          |
| آمریکا         | ۳–۳ (۸–۷ پ) | مینه‌سوتا یونایتد |
| اورلاندو سیتی  | ۳–۱         | اطلس             |
| پورتلند تیمبرز | ۱–۰         | کرتارو           |
| رئال سالت لیک  | ۲–۲ (۱–۴ پ) | اتلتیکو سن لوئیس |
| سینسیناتی      | ۲–۲ (۳–۴ پ) | خوارز            |
| گوادالاخارا    | ۲–۲ (۴–۲ پ) | شارلوت           |
| کلرادو رپیدز   | ۱–۲         | تیخوانا          |
| ال‌ای گلکسی     | ۱–۱ (۷–۸ پ) | کروز آزول        |
| مونتری         | ۱–۱ (۵–۳ پ) | نیویورک رد بولز  |
| سیاتل ساندرز   | ۲–۱         | سانتوس لاگونا    |

| تیم ۱            | نتیجه       | تیم ۲            |
| ---------------- | ----------- | ---------------- |
| کلمبوس کرو       | ۱–۰         | لئون             |
| هیوستون دینامو   | ۱–۲         | پاچوکا           |
| اونال            | ۱–۲         | لس آنجلس         |
| مونترال          | ۱–۲         | پوئبلا           |
| تولوکا           | ۲–۱         | نیویورک سیتی     |
| مزاتلان          | ۰–۲         | سن دیگو          |
| آتلانتا یونایتد  | ۴–۱         | اطلس             |
| اینتر میامی      | ۳–۱         | اونام            |
| مینه‌سوتا یونایتد | ۰–۲         | اتلتیکو سن لوئیس |
| اورلاندو سیتی    | ۵–۱         | نیکاکسا          |
| آمریکا           | ۱–۱ (۵–۳ پ) | پورتلند تیمبرز   |
| رئال سالت لیک    | ۱–۰         | کرتارو           |
| سیاتل ساندرز     | ۲–۱         | تیخوانا          |
| سینسیناتی        | ۱–۲         | گوادالاخارا      |
| مونتری           | ۰–۲         | شارلوت           |
| کروز آزول        | ۲–۲ (۵–۴ پ) | کلرادو رپیدز     |
| ال‌ای گلکسی       | ۴–۰         | سانتوس لاگونا    |
| نیویورک رد بولز  | ۱–۱ (۵–۳ پ) | خوارز            |

### هفته ۱
| مونترال      | ۱–۱   | لئون |
| ------------ | ----- | ---- |
|              | گزارش |      |
| ضربات پنالتی |       |      |
|              | ۷–۶   |      |

| تولوکا       | ۲–۲   | کلمبوس کرو |
| ------------ | ----- | ---------- |
|              | گزارش |            |
| ضربات پنالتی |       |            |
|              | ۴–۲   |            |

| نیویورک سیتی | ۰–۳   | پوئبلا |
| ------------ | ----- | ------ |
|              | گزارش |        |

| اونال | ۴–۱   | هیوستون دینامو |
| ----- | ----- | -------------- |
|       | گزارش |                |

| لس آنجلس     | ۱–۱   | مزاتلان |
| ------------ | ----- | ------- |
|              | گزارش |         |
| ضربات پنالتی |       |         |
|              | ۱۰–۱۱ |         |

| پاچوکا | ۳–۲   | سن دیگو |
| ------ | ----- | ------- |
|        | گزارش |         |

| نیکاکسا | ۳–۱   | آتلانتا یونایتد |
| ------- | ----- | --------------- |
|         | گزارش |                 |

| اینتر میامی | ۲–۱   | اطلس |
| ----------- | ----- | ---- |
|             | گزارش |      |

| اونام        | ۱–۱   | اورلاندو سیتی |
| ------------ | ----- | ------------- |
|              | گزارش |               |
| ضربات پنالتی |       |               |
|              | ۴–۳   |               |

| مینه‌سوتا یونایتد | ۴–۱   | کرتارو |
| ---------------- | ----- | ------ |
|                  | گزارش |        |

| آمریکا       | ۲–۲   | رئال سالت لیک |
| ------------ | ----- | ------------- |
|              | گزارش |               |
| ضربات پنالتی |       |               |
|              | ۱–۳   |               |

| پورتلند تیمبرز | ۴–۰   | اتلتیکو سن لوئیس |
| -------------- | ----- | ---------------- |
|                | گزارش |                  |

| مونتری | ۲–۳   | سینسیناتی |
| ------ | ----- | --------- |
|        | گزارش |           |

| شارلوت | ۱–۴   | خوارز |
| ------ | ----- | ----- |
|        | گزارش |       |

| گوادالاخارا | ۰–۱   | نیویورک رد بولز |
| ----------- | ----- | --------------- |
|             | گزارش |                 |

| کلرادو رپیدز | ۲–۱   | سانتوس لاگونا |
| ------------ | ----- | ------------- |
|              | گزارش |               |

| کروز آزول | ۰–۷   | سیاتل ساندرز |
| --------- | ----- | ------------ |
|           | گزارش |              |

| ال‌ای گلکسی | ۵–۲   | تیخوانا |
| ---------- | ----- | ------- |
|            | گزارش |         |

### هفته ۲
| نیویورک سیتی | ۲–۰   | لئون |
| ------------ | ----- | ---- |
|              | گزارش |      |

| کلمبوس کرو | ۳–۱   | پوئبلا |
| ---------- | ----- | ------ |
|            | گزارش |        |

| هیوستون دینامو | ۰–۲   | مزاتلان |
| -------------- | ----- | ------- |
|                | گزارش |         |

| تولوکا | ۲–۱   | مونترال |
| ------ | ----- | ------- |
|        | گزارش |         |

| لس آنجلس     | ۱–۱   | پاچوکا |
| ------------ | ----- | ------ |
|              | گزارش |        |
| ضربات پنالتی |       |        |
|              | ۴–۲   |        |

| اونال | ۲–۱   | سن دیگو |
| ----- | ----- | ------- |
|       | گزارش |         |

| اورلاندو سیتی | ۳–۱   | اطلس |
| ------------- | ----- | ---- |
|               | گزارش |      |

| اینتر میامی  | ۲–۲   | نیکاکسا |
| ------------ | ----- | ------- |
|              | گزارش |         |
| ضربات پنالتی |       |         |
|              | ۵–۴   |         |

| آمریکا       | ۳–۳   | مینه‌سوتا یونایتد |
| ------------ | ----- | ---------------- |
|              | گزارش |                  |
| ضربات پنالتی |       |                  |
|              | ۸–۷   |                  |

| اونام | ۳–۲   | آتلانتا یونایتد |
| ----- | ----- | --------------- |
|       | گزارش |                 |

| رئال سالت لیک | ۲–۲   | اتلتیکو سن لوئیس |
| ------------- | ----- | ---------------- |
|               | گزارش |                  |
| ضربات پنالتی  |       |                  |
|               | ۱–۴   |                  |

| پورتلند تیمبرز | ۱–۰   | کرتارو |
| -------------- | ----- | ------ |
|                | گزارش |        |

| سینسیناتی    | ۲–۲   | خوارز |
| ------------ | ----- | ----- |
|              | گزارش |       |
| ضربات پنالتی |       |       |
|              | ۳–۴   |       |

| گوادالاخارا  | ۲–۲   | شارلوت |
| ------------ | ----- | ------ |
|              | گزارش |        |
| ضربات پنالتی |       |        |
|              | ۴–۲   |        |

| مونتری       | ۱–۱   | نیویورک رد بولز |
| ------------ | ----- | --------------- |
|              | گزارش |                 |
| ضربات پنالتی |       |                 |
|              | ۵–۳   |                 |

| کلرادو رپیدز | ۱–۲   | تیخوانا |
| ------------ | ----- | ------- |
|              | گزارش |         |

| ال‌ای گلکسی   | ۱–۱   | کروز آزول |
| ------------ | ----- | --------- |
|              | گزارش |           |
| ضربات پنالتی |       |           |
|              | ۷–۸   |           |

| سیاتل ساندرز | ۲–۱   | سانتوس لاگونا |
| ------------ | ----- | ------------- |
|              | گزارش |               |

### هفته ۳
| کلمبوس کرو | ۱–۰   | لئون |
| ---------- | ----- | ---- |
|            | گزارش |      |

| تولوکا | ۲–۱   | نیویورک سیتی |
| ------ | ----- | ------------ |
|        | گزارش |              |

| مونترال | ۱–۲   | پوئبلا |
| ------- | ----- | ------ |
|         | گزارش |        |

| هیوستون دینامو | ۱–۲   | پاچوکا |
| -------------- | ----- | ------ |
|                | گزارش |        |

| مزاتلان | ۰–۲   | سن دیگو |
| ------- | ----- | ------- |
|         | گزارش |         |

| اونال | ۱–۲   | لس آنجلس |
| ----- | ----- | -------- |
|       | گزارش |          |

| اورلاندو سیتی | ۵–۱   | نیکاکسا |
| ------------- | ----- | ------- |
|               | گزارش |         |

| اینتر میامی | ۳–۱   | اونام |
| ----------- | ----- | ----- |
|             | گزارش |       |

| آتلانتا یونایتد | ۴–۱   | اطلس |
| --------------- | ----- | ---- |
|                 | گزارش |      |

| مینه‌سوتا یونایتد | ۰–۲   | اتلتیکو سن لوئیس |
| ---------------- | ----- | ---------------- |
|                  | گزارش |                  |

| آمریکا       | ۱–۱   | پورتلند تیمبرز |
| ------------ | ----- | -------------- |
|              | گزارش |                |
| ضربات پنالتی |       |                |
|              | ۵–۳   |                |

| رئال سالت لیک | ۱–۰   | کرتارو |
| ------------- | ----- | ------ |
|               | گزارش |        |

| سیاتل ساندرز | ۲–۱   | تیخوانا |
| ------------ | ----- | ------- |
|              | گزارش |         |

| سینسیناتی | ۱–۲   | گوادالاخارا |
| --------- | ----- | ----------- |
|           | گزارش |             |

| مونتری | ۰–۲   | شارلوت |
| ------ | ----- | ------ |
|        | گزارش |        |

| نیویورک رد بولز | ۱–۱   | خوارز |
| --------------- | ----- | ----- |
|                 | گزارش |       |
| ضربات پنالتی    |       |       |
|                 | ۵–۳   |       |

| کروز آزول    | ۲–۲   | کلرادو رپیدز |
| ------------ | ----- | ------------ |
|              | گزارش |              |
| ضربات پنالتی |       |              |
|              | ۵–۴   |              |

| ال‌ای گلکسی | ۴–۰   | سانتوس لاگونا |
| ---------- | ----- | ------------- |
|            | گزارش |               |